# Katharina Gerlach
Katharina Gerlach (Essen, 19 febbraio 1998) è una tennista tedesca.

## Carriera
Katharina Gerlach ha vinto 4 titoli in singolare e 7 titoli in doppio nel circuito ITF in carriera. Il 25 aprile 2022 ha raggiunto il best ranking mondiale nel singolare, nr 217; il 2 luglio 2018 ha raggiunto il miglior piazzamento mondiale nel doppio, nr 238.

## Statistiche ITF

### Singolare

#### Vittorie (4)
| Torneo $100.000 (0) |
| Torneo $80.000 (0)  |
| Torneo $75.000 (0)  |
| Torneo $60.000 (0)  |
| Torneo $50.000 (0)  |
| Torneo $25.000 (1)  |
| Torneo $15.000 (2)  |
| Torneo $10.000 (1)  |

| N. | Data              | Torneo                            | Superficie  | Avversaria in finale | Punteggio        |
| 1. | 12 settembre 2016 | Říčany Throphy, Říčany            | Terra rossa | Miriam Kolodziejová  | 7-5, 6-2         |
| 2. | 25 giugno 2017    | Kaltenkirchen Open, Kaltenkirchen | Terra rossa | Magali Kempen        | 6-4, 7-6(2)      |
| 3. | 10 settembre 2017 | Badenweiler Open, Badenweiler     | Terra rossa | Priscilla Heise      | 6–4, 2–6, 6–4    |
| 4. | 29 luglio 2018    | BMW AHG Cup, Horb am Neckar       | Terra rossa | Katarzyna Piter      | 4–6, 6–3, 7–6(4) |

#### Sconfitte (9)
| Torneo $100.000 (0) |
| Torneo $80.000 (0)  |
| Torneo $75.000 (0)  |
| Torneo $60.000 (0)  |
| Torneo $50.000 (0)  |
| Torneo $25.000 (7)  |
| Torneo $15.000 (1)  |
| Torneo $10.000 (1)  |

| N. | Data              | Torneo                                    | Superficie  | Avversaria in finale    | Punteggio     |
| 1. | 8 agosto 2015     | ITF Ladies Future Vienna, Vienna          | Terra rossa | Julia Grabher           | 3–6, 6–3, 1–6 |
| 2. | 29 gennaio 2017   | Hammamet Open, Hammamet                   | Terra rossa | Cristina Dinu           | 2–6, 1–6      |
| 3. | 22 luglio 2018    | Darmstadt Tennis International, Darmstadt | Terra rossa | Aliona Bolsova Zadoinov | 2–6, 1–6      |
| 4. | 4 agosto 2019     | Knoll Open, Bad Saulgau                   | Terra rossa | Sara Sorribes Tormo     | 6(4)-7, 1-6   |
| 5. | 18 agosto 2019    | Leipzig Open, Lipsia                      | Terra rossa | Jule Niemeier           | 3-6, 3-6      |
| 6. | 25 agosto 2019    | Braunschweig Women's Open, Braunschweig   | Terra rossa | Çağla Büyükakçay        | 4-6, 2-6      |
| 7. | 14 settembre 2019 | Frýdek Místek Open Cup, Frýdek-Místek     | Terra rossa | Ekaterine Gorgodze      | 1-6, 6(6)-7   |
| 8. | 17 ottobre 2021   | Women's Lima, Lima                        | Terra rossa | Dea Herdželaš           | 2-6, 2-6      |
| 9. | 31 ottobre 2021   | Women's Guayaquil Open, Guayaquil         | Terra rossa | Laura Pigossi           | 0-6, 2-6      |

### Doppio

#### Vittorie (7)
| Torneo $100.000 (0) |
| Torneo $80.000 (0)  |
| Torneo $75.000 (0)  |
| Torneo $60.000 (1)  |
| Torneo $50.000 (0)  |
| Torneo $25.000 (4)  |
| Torneo $15.000 (2)  |
| Torneo $10.000 (0)  |

| N. | Data             | Torneo                                  | Superficie  | Compagna            | Avversarie in finale                   | Punteggio        |
| 1. | 13 giugno 2016   | Braunschweig Women's Open, Braunschweig | Terra rossa | Katharina Hobgarski | Anita Husarić Nina Stojanović          | 6-4, 6-3         |
| 2. | 25 febbraio 2017 | Ciudad de Palma Nova, Palma Nova        | Terra rossa | Katharina Hobgarski | Yvonne Cavallé Reimers Olga Sáez Larra | 6-4, 6-4         |
| 3. | 15 luglio 2017   | Reinert Open, Versmold                  | Terra rossa | Julia Wachaczyk     | Misa Eguchi Akiko Ōmae                 | 4–6, 6–1, [10–7] |
| 4. | 16 giugno 2018   | TVN Open, Essen                         | Terra rossa | Julia Wachaczyk     | Diāna Marcinkēviča Chanel Simmonds     | 6–4, 2–6, [10–6] |
| 5. | 23 giugno 2018   | Kaltenkirchen Open, Kaltenkirchen       | Terra rossa | Anna Gabric         | Vlada Ekšibarova Svjatlana Piraženka   | 6–2, 5–7, [10–8] |
| 6. | 28 luglio 2019   | BMW AHG Cup, Horb am Neckar             | Terra rossa | Julia Wachaczyk     | Albina Khabibulina Sofia Šapatava      | 6-1, 6-3         |
| 7. | 23 ottobre 2021  | Dove Men Care La Legion, Rio do Sul     | Terra rossa | Daniela Seguel      | Bárbara Gatica Rebeca Pereira          | 7-6(8), 6-3      |

#### Sconfitte (4)
| Torneo $100.000 (0) |
| Torneo $80.000 (1)  |
| Torneo $75.000 (0)  |
| Torneo $60.000 (1)  |
| Torneo $50.000 (0)  |
| Torneo $25.000 (1)  |
| Torneo $15.000 (1)  |
| Torneo $10.000 (0)  |

| N. | Data             | Torneo                                       | Superficie  | Compagna            | Avversarie in finale                 | Punteggio   |
| 1. | 2 marzo 2018     | ITF Women's Circuit Palmanova, Palma Nova    | Terra rossa | Lena Rüffer         | Yukina Saigo Aiko Yoshitomi          | 4–6, 2–6    |
| 2. | 17 marzo 2018    | Forte Village International Tournament, Pula | Terra rossa | Lena Rüffer         | Ekaterine Gorgodze Sofia Šapatava    | 4-6, 6(5)-7 |
| 3. | 12 novembre 2021 | Copa LP Chile, Santiago del Cile             | Terra rossa | Daniela Seguel      | Arianne Hartono Olivia Tjandramulia  | 1-6, 3-6    |
| 4. | 9 aprile 2022    | Oeiras Ladies Open, Oeiras                   | Terra rossa | Natalija Stevanović | Katarzyna Piter Kimberley Zimmermann | 1-6, 1-6    |